# Ciorbă de perișoare
Ciorbă de perișoare, ciorba de albóndigas o sopa de albóndigas, es una sopa agria tradicional rumana con albóndigas. Perișoare son albóndigas generalmente hechas con carne de cerdo picada, mezclada con arroz y especias y hervida en una ciorbă, que es una sopa con verduras como cebollas, chirivías y apio, entre otras, y líquido o polvo agrio y adornada con perejil. Se suele servir con crema agria y pimienta picante